# フランティシェク・マクシアーン
フランティシェク・マクシアーン（František Maxián, 1907年11月9日 - 1971年1月18日）は、チェコのピアニスト。

## 経歴
北ボヘミアのテプリツェ生まれ。10歳の頃からピアノを始め、12歳でリサイタルを開いた。その後プラハ音楽院で1927年までロマン・ヴァザリーに師事した後、1928年から1931年までマスター・クラスでヴィレム・クルツの指導を受けた。マスター・クラスの在学中から1940年までプラハ放送局のピアニストとして活動し、1938年には、セルゲイ・プロコフィエフと共演している。1939年からは母校の教授を務めた。弟子にはヤン・パネンカや、ヨゼフ・ハーラなどがいる。